# Bauhinia ferruginea
Bauhinia ferruginea är en ärtväxtart som beskrevs av William Roxburgh. Bauhinia ferruginea ingår i släktet Bauhinia och familjen ärtväxter.

## Underarter
Arten delas in i följande underarter:
- B. f. ferruginea
- B. f. griffithiana